# Лазурин, Соломон Моисеевич
Соломо́н Моисе́евич Лазу́рин (настоящая фамилия Баевский; 27 мая 1899, Мелитополь, Таврическая губерния — 5 апреля 1959, Киев) — украинский советский сценарист игрового и неигрового кино. Член Союза писателей СССР.

## Биография
Родился в Мелитополе, в семье переплётчика Моисея Львовича и Веры Моисеевны Баевских. Мать умерла вскоре после рождения Соломона, и отец женился вторично, на Эсфири Самойловне. В 1917 году окончил гимназию. В том же году женился. В 1918 вступил в армию Деникина, в бою потерял половину ступни на правой ноге и при отступлении остался в госпитале в Ростове. Сменил фамилию на Лазурин.
В начале 1920-х годов работал в Харькове секретарём театрально-музыкального отдела, затем отдела искусств при Наркомпросе, одновременно окончил Институт народного просвещения. В конце 1923 перешёл работать в ВУФКУ, был художественным руководителем сначала на Ялтинской, затем на Одесской киностудии, в 1935—1941 годах работал художественным руководителем Киевской студии художественных фильмов. В 1937 году арестован, освобождён в 1939. После этого жил под двойной фамилией Лазурин-Баевский. Во время войны был корреспондентом газеты «Кустанайская правда». В 1946—1949 годах — редактор Киевской киностудии.
Скончался 5 апреля 1959 года в Киеве.

## Семья
- Брат — разведчик Артур Баевский
- Жена —— Софья Исааковна Кессель[8] (1899—1961), сотрудница радиотелеграфного агентства Украины
  - Сын — профессор Вадим Соломонович Баевский, доктор филологических наук, заведующий кафедрой истории и теории литературы Смоленского государственного университета.
    - Внучка — филолог Елена Баевская.

## Фильмография
- 1924 — Вендетта
- 1925 — Изобретатель (короткометражный)
- 1925 — Борьба гигантов
- 1926 — Ордер на арест
- 1927 — Два дня
- 1928 — Три комнаты с кухней
- 1928 — Глаза, которые видели
- 1929 — Двадцать пять тысяч
- 1929 — Экспонат из паноптикума
- 1930 — 25000 (научно-популярный)
- 1930 — Баштанская республика (был запрещён)[1]
- 1930 — Новые рельсы (научно-популярный)
- 1930 — Шагать мешают
- 1932 — Атака
- 1933 — Каховский плацдарм
- 1933 — Суровые дни
- 1935 — Интриган
- 1942 — Квартал № 14 (новелла из Боевого к/сб № 9)(короткометражный)
- 1950 — Зелёный конвейер (документальный)
- 1953 — Летние посевы люцерны (научно-популярный)
- 1958 — Когда мы беспечны (документальный)